# 羽田トンネル
羽田トンネル（はねだトンネル）は、東京都大田区にある、首都高速道路1号羽田線のトンネル。

## 概要
大田区大森南五丁目から大田区羽田空港一丁目を結ぶ沈埋トンネルで、1964年8月に鈴ヶ森出入口から空港出入口（現・空港西出入口）延伸に伴い開通。羽田海底トンネルと呼ばれることもあるが、上部に流れているのは海老取川である。ケーソン部は並行する東京モノレール羽田空港線の海老取川トンネルと一体構造になっている。
片側2車線、制限速度は60 km/h。危険物積載車両は通行禁止となっている。
昭和島JCT－空港西出入口間にあり、1994年の湾岸線開通までは東京都心・千葉方面と羽田空港・横浜方面を結ぶメインルートであった。このため、交通集中と勾配により頻繁に渋滞が発生していた。
渋滞緩和策として、1990年から1998年までの間、上り線空港西入口（当時は空港入口）から羽田トンネルに並行して昭和島JCTに抜ける羽田可動橋が使用されていた。

## 沿革
- 1964年8月： 羽田トンネル開通
- 2012年12月22日 - 25日：中央自動車道笹子トンネル天井板崩落事故を受け、天井板を撤去

### 開通に至る経緯について
首都高速羽田線の建設当時、海老取川を挟む部分について、当初は橋を架けることで通す計画となっていたが、近くに位置する羽田空港の管制官から「離着陸の妨げになる」とクレームが寄せられ、同川の下をトンネルを掘削して通す計画に変更。しかし、この掘削計画の実行には約2年間同川をせき止める必要があったことから、掘削計画を聞きつけた地元・糀谷漁協の組合員（漁師）たちが「海苔養殖に影響が出る」と猛反発、同川を挟む区間（羽田工区）を受け持つ工事事務所を占拠するなどの騒ぎを起こした。
以上の経緯から建設作業が進まない中、1日で済むトンネル工法として、海抜ゼロメートル地帯が国土内の多くの主要都市に存在するオランダに於けるトンネル建設で採用実例を有する沈埋工法の存在を聞きつけた。これを受けて、前記・糀谷漁協の組合長からの同意を取り付ける等の行動に移し、本トンネルの完成に至った。
なお、本トンネルに使用された沈埋函（ケーソン）は鹿島建設・石川島播磨重工業（現・IHI）が建造したほか、完成されたケーソンを建設区間内の指定位置に埋設する作業は深田サルベージ（現・深田サルベージ建設）が担った。

### 劣化と全面改修工事
1964年の開通から既に60年が経過し、トンネル内部では塩害や漏水等による鉄筋の腐食等、構造の劣化が問題となっている。一部では鉄筋が消滅してしまっている部分なども出てきており、首都高速道路株式会社では頻繁に補修工事を行っているが、それでも劣化が止まらないため、同社では近いうちにトンネルを一時的に全面通行止めとした上で大規模な補修工事を行う方針を明らかにしている。
2022年2月の技術検討委員会で同社が明らかにしたところでは、トンネルを通行止めにする代わりに羽田可動橋を改修・拡幅して迂回路として利用し、工事完了後の上り本線は旧可動橋を拡幅した迂回路をそのまま用い、トンネルは下り本線のみを受け持つ形とすることが検討されている。

## 隣
首都高速1号羽田線
(106)平和島出入口 - 昭和島JCT - 羽田トンネル - (107)空港西出入口 - (109)羽田出入口
首都高速湾岸分岐線　
羽田トンネル - 昭和島JCT - 東海JCT
※湾岸分岐線は昭和島JCTと東海JCTのみ